# 공영민
공영민(孔永敏, 1954년 2월 2일~)은 대한민국의 공무원, 정치인이다. 제44대 전라남도 고흥군수다. 1985년 7급 공무원 시험에 합격하여 주로 기획재정부에서 근무하며 부이사관까지 올랐고, 민선 8기 고흥군수로 당선되었다.

## 학력
- 풍양초등학교 졸업
- 중앙대학교 사회개발대학원 사회복지학 석사
- 한성대학교 대학원 정책학 박사

## 경력
- 재정경제원 국민생활과 물가정책과 행정사무관
- 재정경제부 경제정책국 종합정책과 행정사무관
- 재정경제부 국세심판원 조사관
- 재정경제부 총무과 서기관
- 재정경제부 정책홍보관실 홍보담당관
- 기획재정부 복권위원회사무처 발행관리과장
- 제주특별자치도 지식경제국 국장
- 2012년 9월~2013년 6월: 제주특별자치도 기획관리실 실장
- 2013년 8월~2014년 12월: 제8대 제주발전연구원 원장
- 2017년 5월~2018년 5월: 더불어민주당 정책위원회 부의장
- 2022년 7월~: 제44대 민선 8기 전라남도 고흥군수

## 역대 선거 결과
|  | 47.37% |

|  | 52.97% |